# 農業部農業科技園區管理中心
農業部農業科技園區管理中心是中華民國農業部所屬機關，負責臺灣農業生物技術相關業務，轄有桃園、蘭花與農業科技園區。

## 歷史
- 2003年2月25日，行政院核定臺南縣政府的「台灣蘭花生物科技園區」設置計劃於臺南縣後壁鄉（今臺南市後壁區）。10月12日，行政院核定成立屏東農業生物科技園區，由行政院農業委員會成立屏東農業生物技術園區籌備處管理。[2][3]
- 2004年2月，臺南縣的臺灣蘭花生物科技園區動工。4月7日，《農業科技園區設置管理條例》公布施行。[3]
- 2006年，屏東的農業科技園區正式開園。
- 2012年，臺南市政府完成臺灣蘭花生物科技園區共五期建設工程。
- 2013年，行政院核定「農業生物科技園區擴充計畫」，在既有園區東北側展開165.41公頃之土地擴充。[2][3]
- 2018年6月，農委會與桃園市政府簽署桃園農業物流園區合作備忘錄。[4]
- 2022年8月，臺南市政府將蘭花生技園區移交農委會接管並成立行政院農業委員會蘭花生物科技園區籌備辦公室管理，農業科技園區國際保鮮物流中心啟用。
- 2023年3月24日，內政部審議通過桃園農業物流園區開發案。5月31日，公布制定《農業部農業科技園區管理中心組織法》。[5]8月1日，農委會改制為農業部後更名為「農業部農業科技園區管理中心」，負責管理臺南蘭花生物科技園區與屏東農業科技園區。
- 2024年，開始推動蘭花園區逐年擴大轉型為「花卉產業創新園區」。

## 組織架構
- 主任
  - 副主任
    - 主任秘書

業務單位
- 投資企劃組
- 工商服務組
- 營建環境組
- 桃園園區
- 蘭花園區

行政單位
- 主計室
- 秘書室
- 人事室

## 所轄園區

### 農業科技園區
簡稱農科，是位於屏東縣長治鄉的首座農業生技類型科技園區，目的為發展農業科技，引進農業科技人才，形成農業科技產業群聚，藉以促進農業產業之轉型升級 。並設有觀賞水族動物展示廳，為推動觀賞魚及其周邊產業，展示最具代表性之淡、海水觀賞魚（蝦）類品種，並配合國內外相關行銷活動 。
利用情形
目前該區域已核准112家農業生技企業投資進駐，包含以下六大產業聚落。
- 天然物健美產業
- 水產養殖生技產業
- 生物性農業資材產業
- 禽畜生技產業
- 生技檢測及代工服務產業
- 節能環控農業設施產業

主要企業
- 大江生醫
- 喬本生醫
- 台灣有明食品
- 台灣北斗生技
- 山珍生技
- 神農生技
- 新世紀漢方
- 汎生製藥
- 天明製藥
- 妙見食品
- 萬家香
- 台灣農畜
- 揚大生技
- 長龍農產
- 旺全國際
- 聯發生技
- 允偉生技
- 瀚頂生技
- 微新生技
- 微寶生技
- 洋利國際
- 朝海生技
- 魔米國際
- 醫強科技
- 大益農科
- 環球胜肽
- 萬寶祿
- 亞亮生技

### 桃園農業物流園區
位於桃園國際機場旁，佔地13公頃，目前進行整地及公共設施工程，將設置農產品專屬航空集貨中心、國際冷鏈物流中心，導入保稅、檢疫、檢驗、通關等服務，擴大外銷出口動能。計劃預計2024年完工啟用。

### 蘭花生技園區
位於臺南市後壁區，提供蘭花產業業者及廠商進駐、產學合作、人才培訓等業務。並協助園區事業之工商、外貿、保稅、勞安、檢驗及檢疫之協調，拓展蘭花產業之國內外通路。

## 交通
1. 高速公路：國道3號（福爾摩沙高速公路）屏東交流道（限南出北入）、長治交流道
2. 公車系統: 8221、8226（下海豐站、農業物產館站、德和村站、下德和站）、8222、8223、8225、8250（下海豐站）

## 外部連結
- （繁體中文）（英文）農業部農業科技園區管理中心 （页面存档备份，存于）